# Palanga
Palanga () este un oraș-stațiune⁠(d) de pe litoralul din vestul Lituaniei, pe malul Mării Baltice. Este cea mai aglomerată stațiune de vară din Lituania și are plaje de nisip (18 km lungime și până la 300 m lățime) și dune de nisip. Oficial, Palanga are statut de comună urbană și include și localitățile Šventoji, Nemirseta, Būtingė⁠(d) și alte câteva, care sunt considerate părți ale orașului.

## Istoria

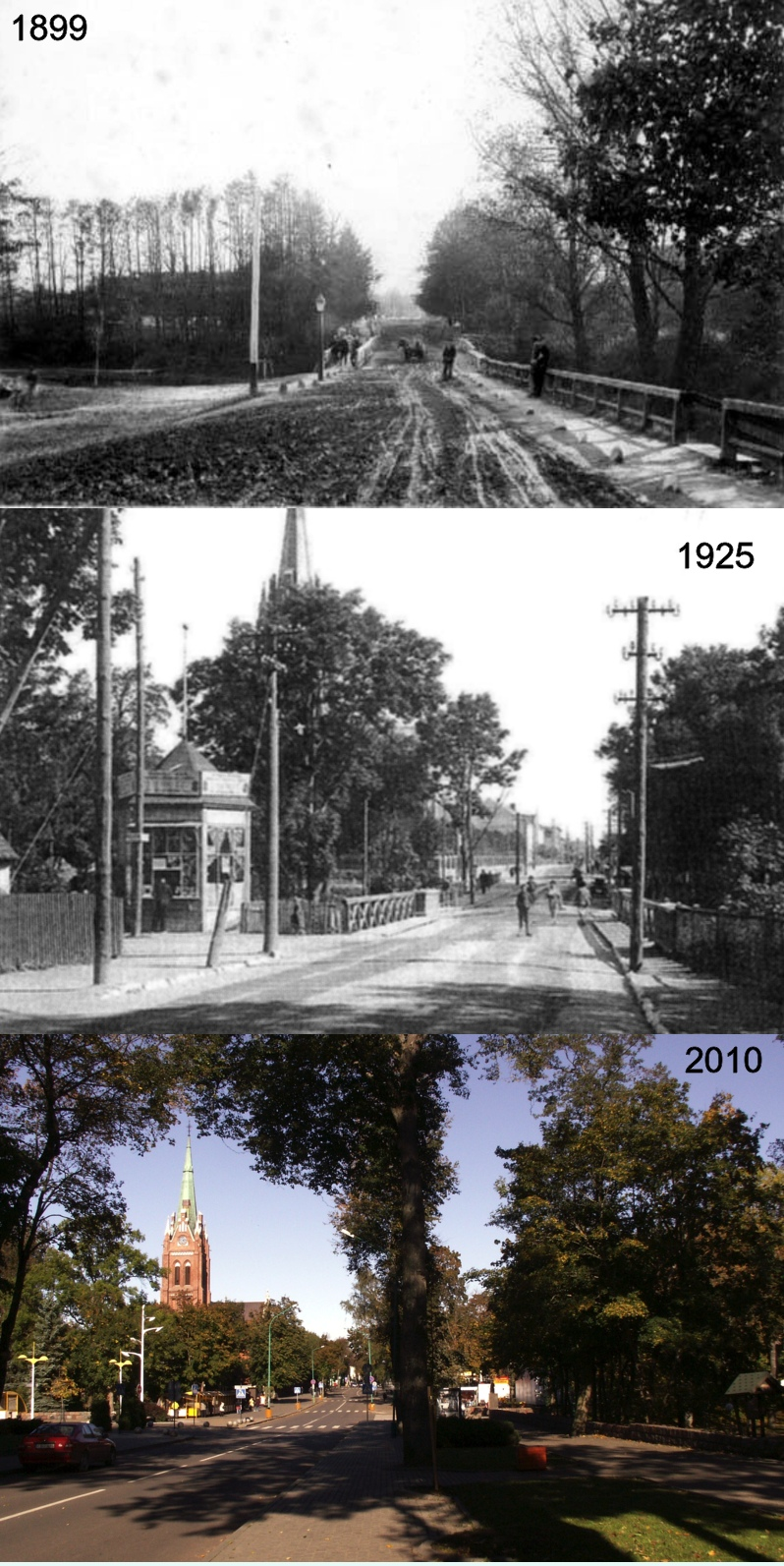
Străzile Liepojos-Vytauto în anii 1899-1925-2010

Nu departe de Šventoji, arheologii au descoperit o tabără care indică faptul că zona a fost locuită de acum 5.000 de ani. Între secolele al X-lea și al XIII-lea, Palanga a fost una dintre principalele așezări ale Țării Mēguva, locuită de curoni⁠(d). Situat pe traseul vechiului Drum al Chihlimbarului, a devenit centru comercial și meșteșugăresc.
În documentele istorice, denumirea de Palanga fost menționată pentru prima dată în 1161 când regele Valdemar I al Danemarcei a debarcat acolo cu armata lui și a capturat cetatea curonilor.
Între secolele al XIII-lea și al XV-lea, locuitorii din Palanga a trebuit să se confrunte cu Cavalerii Teutoni în sud și cu Frații Livonieni ai Sabiei în nord. Adversarii lor nu au reușit să-și atingă scopul de a captura coasta lituaniană de la Klaipėda la Šventoji. Deși Klaipėda (Memel) a trecut în mâinile feudalilor germani conform tratatului de la Melno⁠(d), în 1422, Palanga și Šventoji au rămas sub controlul lituanienilor. Cele două orașe s-au dezvoltat treptat în porturi și chiar în și mai mari centre comerciale. Negustorii britanici și-au înființat prăvălii în Šventoji în 1685. În timpul Marelui Război al Nordului, armata suedeză a devastat Palanga, a distrus portul din Šventoji, și a blocat intrarea cu pietre în 1701.
Palanga fost achiziționat în 1824 de către contele Michał Tyszkiewicz⁠(d). Nepotul lui, Józef Tyszkiewicz, a construit un ponton și a angajat nave pentru a transporta pasageri și cărămizi la Liepāja în apropiere. Palanga a început să se dezvolte ca stațiune în secolul al XIX-lea. Pontonul a devenit un loc de promenadă și pentru alte activități de recreere din 1892. Fiul lui Józef Tyszkiewicz, Feliks Tyszkiewicz, a comandat construirea palatului neo-renascentist Tiškevičiai⁠(d), după planurile celebrului arhitect german Franz Schwechten⁠(d) în 1897. Arhitectul peisagist francez Édouard André⁠(d) a amenajat un parc mare în jurul palatului, între 1897 și 1907. Palatul a devenit un loc de concerte. Printre prietenii și asociații lui Feliks Tyszkiewicz s-a numărat și notarul Jonas Kentra.
După cenzura presei lituaniene⁠(d) din 1864, Palanga devenit o locație importantă pentru traficul ilegal de publicații lituaniene⁠(d) din vest. Preotul Marcijonas Jurgaitis, medicul Liudas Vaineikis⁠(d) și notarul Jonas Kentra au jucat roluri semnificative în această activitate. După ce Kentra a obținut permisiunea oficială, s-a jucat în public comedia Amerika pirtyje (America în baie) în limba lituaniană, ceea ce până atunci nu se permitea. Cu toate acestea, mai târziu, autoritățile țariste l-au deportat pe Vaineikis și pe alți douăzeci și cinci în Siberia, în 1901.
În iunie și august 1941, sute de evrei locali au fost executați în Pădurea Palanga.
Parcul Palatului Tiškevičiai a fost transformat în grădină botanică în 1960. Astăzi el conține două sute de tipuri diferite de arbori și arbuști, inclusiv un stejar plantat de către președintele Antanas Smetona. Palatul, astăzi Muzeul Chihlimbarului de la Palanga, are o vastă colecție de bijuterii de chihlimbar și alte artefacte. Concerte simfonice, precum și alte festivaluri de muzică și evenimente au loc în timpul verii, de obicei, în seara.

## Așezare
Prin Palanga, râurile Šventoji⁠(d) și Rąžė se varsă în Marea Baltică. Aria administrativă a comunei urbane Palanga se extinde la 24 de kilometri de Nemirseta în sud și până la frontiera cu Letonia de frontieră în nord. Ea este cuprinde și satele Nemirseta, Vanagupė, Kunigiškiai, Manciškiai și Šventoji – cinci sate pescărești. Pe când Regiunea Klaipėda era parte a Germaniei, Nemirseta era cel mai nordic sat al Prusiei Răsăritene; în schimb, Palanga era un punct de frontieră între Lituania Rusească și Germania.